# Revling (art)
Revling (Empetrum nigrum), kragebær eller sortebær er en 10-30 cm høj dværgbusk, der i Danmark vokser på heder og i klitter og tørvemoser. De nåleformede blade har en tilbagerullet rand og en hvidlig fure på undersiden. Bærrene er kødfulde, sortrøde stenfrugter. Deres konsistens er melet og smagen er let bitter.

## Beskrivelse
Revling er en lav, krybende dværgbusk med opstigende grene. Barken er lysebrun og glat. Bladene er nåleagtige og faste. Blomsterne er små og lyserøde, og sidder særbo, sådan at der findes rent hanlige og rent hunlige planter. Bærrene er små og faste med 5-10 hårde sten.
Rodnettet er fint og trådagtigt, men planten lever i symbiose med mycorrhizasvampe, så den klarer sig på selv mager, udpint jord.
Højde x bredde og årlig tilvækst: 0,30 × 2,50 m (30 × 4 cm/år).

## Udbredelse
Planten hører hjemme på den nordlige halvkugle. I Danmark er revling meget almindelig i Nord- og Vestjylland, Nordsjælland og på Bornholm. I øvrigt findes den hist og her.

## Habitat
Den optræder på heder og i klitter og moser. På området Grønnestrand ved Jammerbugten vokser arten på ugræssede heder neden for den gamle kystklint sammen med bl.a. tranebær, blåtop, bølget bunke, hedelyng, klokkelyng og mosepors
Underarten fjeldrevling (Empetrum nigrum ssp. hermaphroditum) er en vigtig del af vegetationen i Grønland. 

## Anvendelse
Revling kan bruges i bagværk eller som saft eller suppe. Og så er de fortrinlige til hjemmelavet bjæsk eller bitter. Planten er egnet som bunddække i surbundsbede. Sortebær har gennem alle tider haft stor betydning som supplement til den øvrige fortrinsvis animalske kost i Grønland . 

## Note
1. ↑  Naturkontoret, Nordjyllands Amt: Den nordøstlige del af Grønnestrand
2. ↑  Grønlands flora (1999). Ingeniøren. Hentet 26. februar 2025